# The Alternate Rings
The Alternate Rings è un album discografico del pianista compositore Arturo Stalteri, pubblicato nel 2004 da Experience/Materiali Sonori 

## Il disco
È parte del progetto discografico Rings, dedicato a Il Signore degli Anelli di J. R. R. Tolkien.
Pubblicato come allegato alla rivista d'arte Experience dell'aprile del 2004, contiene cinque brani: l'esecuzione in concerto, all'Auditorium Toscanelli di Ostia (Roma) il 5 aprile 2003, di The Grey Havens' Lullaby (la traccia in studio è contenuta in Rings);  Lo specchio di Galadriel, nella versione già inserita in Racconti brevi; la traccia strumentale di Gandalf the White (Rings) con l'aggiunta degli inserti di Pier Luigi Andreoni; la versione elettronica di The ride of the Rohirrim, da cui è nata l'omonima composizione contenuta in Rings e la traccia multimediale The alternate rings interactive, di Pier Luigi Andreoni

## Tracce
Musiche di Arturo Stàlteri; edizioni musicali Experience/Materiali sonori.
1. The Grey Haven's Lullaby (Live version) – 3:16 (musica: Arturo Stàlteri)
2. Lo specchio di Galadriel – 5:26 (musica: Arturo Stàlteri) – Arturo Stàlteri chitarre acustiche, chitarre elettriche 12 corde, Fischio, Roland D50
3. Gandalf the White – 3:34 (musica: Arturo Stàlteri) – Arturo Stàlteri pianoforte, Stefano Pogelli flauto irlandese, flauto barocco, Laura Pierazzuoli violoncello, Pier Luigi Andreoni samplers, electronics
4. The Ride of the Rohirrim – 2:38 – Arturo Stàlteri yamaha DX7 II FD
5. The Alternate Rings Interactive (Multimedia track) – 3:34 (musica: Arturo Stàlteri - Pier Luigi Andreoni)